# Карамышевка
Карамышевка — село в Красноармейском районе Саратовской области России, в составе Каменского муниципального образования. Основано как немецкая колония Бауэр в 1766 году.
Население — 421 чел. (2010).

## История
Колония основана 20 июля 1766 года. До 1917 года входило в состав Сосновского колонистского округа (с 1871 года — Сосновской, позже Лесно-Карамышской волости) Камышинского уезда Саратовской губернии. Первые 55 семей прибыли из Гамбурга, Дармштадта, Швабии, Саксонии и Лейнангена. Названа по фамилии первого старосты (форштегера). По указу от 26 февраля 1768 года о наименованиях немецких колоний получила официальное название Карамышевка.
Село входило в лютеранский приход Лесной Карамыш (учрежден в 1767 году). Часть жителей — баптисты. Первая церковь построена в 1807 году, в 1873 году перестроена, деревянная, крыта железом, на 800 мест. В колонии имелся школьно-молитвенный дом. Церковная школа действовала с первых лет существования колонии. В 1859 году выселенцы из колонии образовали за Волгой дочернюю колонию Ней-Бауер (Новая Карамышевка), куда перешло 335 мужчин и 284 женщины; на Кавказ переселилось 30 человек (16 мужчин и 14 женщин), четверо мужчин выехало в другие селения Камышинского уезда. В 1860 году насчитывалось 112 дворов, действовали лютеранская церковь, школа, 8 заведений по изготовлению сарпинки, 6 красилен, 3 завода, маслобойня и две мельницы. С 1876 года по 1880 год в Америку эмигрировало 16 мужчин и 18 женщин.
В 1891 году надел общины составлял 6672,5 десятин удобной (в том числе пашни 5210 десятин) и неудобной 1982 десятины, всего 8654,5 десятины. Выгон размером в 603,5 десятины прилегал к селению. Под сады и огороды было занято по 90 квадратных саженей на душу. В селе имелось четыре деревянных, крытых тёсом хлебозапасных общественных магазина. С 1886 года было установлено правильное трёхполье; сеяли: рожь, пшеницу, овёс, ячмень, лён и другие культуры. В 1894 году, кроме церковной школы, действовала товарищеская школа; имелось 4 сарпинковых и одно кожевенное заведение.
Во время голода 1921 года родились 143 человека, умерли — 325. В 1920-е годы существовала кооперативная лавка, сельскохозяйственное кредитное товарищество, начальная школа, изба-читальня (1926). В 1926 году в сельсовет входило одно село Бауер. В 1933 году организована сарпиноткацкая артель.

28 августа 1941 года был издан Указ Президиума ВС СССР о переселении немцев, проживающих в районах Поволжья. Немецкое население депортировано в Сибирь и Казахстан, село включено в состав Саратовской области.

## Физико-географическая характеристика
Село находится в лесостепи, в пределах Приволжской возвышенности, являющейся частью Восточно-Европейской равнины, на левом берегу реки Карамыш. Высота центра населённого пункта — 177 метров над уровнем моря. В окрестностях Карамышевки распространены чернозёмы южные. Почвообразующие породы — глины и суглинки.
По автомобильным дорогам расстояние до областного центра города Саратова — 110 км, до районного центра города Красноармейск — 45 км. Административный центр муниципального образования посёлок Каменский расположен в 8 км к юго-востоку от Карамышевки.
Климат
Климат умеренный континентальный (согласно классификации климатов Кёппена — влажный континентальный климат (Dfb) с тёплым летом и холодной и продолжительной зимой). Многолетняя норма осадков — 420 мм. Наибольшее количество осадков выпадает в июле — 48 мм, наименьшее в марте — 22 мм. Среднегодовая температура положительная и составляет + 5,9 С, средняя температура самого холодного месяца января −10,7 С, самого жаркого месяца июля +21,7 С.
Часовой пояс
Карамышевка, как и вся Саратовская область, находится в часовой зоне МСК+1. Смещение применяемого времени относительно UTC составляет +4:00.

## Население
Динамика численности населения
| 1987 | 2002 |
| ---- | ---- |
| ≈540 | 490  |

| 1767  | 1773  | 1788  | 1798  | 1816  | 1834  | 1850  |
| ----- | ----- | ----- | ----- | ----- | ----- | ----- |
| 176   | ↗231  | ↗331  | ↗385  | ↗696  | ↗1272 | ↗1874 |
| 1859  | 1886  | 1897  | 1905  | 1911  | 1920  | 1922  |
| ↗2284 | ↗2657 | ↗2821 | ↗4303 | ↗4751 | ↘3718 | ↘3238 |
| 1923  | 1926  | 1931  | 2002  | 2010  |       |       |
| ↘2882 | ↗3321 | ↗4061 | ↘488  | ↘421  |       |       |